# Fabián Yantorno
Fabián Rodrigo Yantorno Blengio (Montevidéu, 4 de setembro de 1982) é um futebolista uruguaio que atualmente joga no Sud América.